# Eyvind Alnæs
Eyvind Alnæs, född 29 april 1872 i Fredrikstad, död 24 december 1932 i Oslo, var en norsk tonsättare och organist.

## Biografi
Alnæs bedrev musikstudier i Kristiania under Iver Holter, därefter i Leipzig och Berlin. Han var verksam som organist, först 1895-1907 i Drammen, 1907-1916 vid Uranienborgs kirke och därefter som organist och kantor vid Vor Frelsers kirke. Åren 1905-1920 och 1922-1930 var Alnæs dirigent för Oslo Håndverkersangforening och från 1920 ledare för Holters kor. 
Han odlade företrädesvis romansen och manskvartetten och de främsta verken skrevs i en folkligt lyrisk stil. Sjömandsvise är välbekant och han tonsatte svenska dikter av Erik Axel Karlfeldt och [Gustaf Fröding]. Mindre allmänt kända är hans gestaltande symfonier. Alnæs hade ett stort anseende som organist och ackompanjatör. 
Han var ledamot av koralbokskommittén och huvudansvarig för harmoniseringarna av samtliga melodier i Koralbok for Den norske Kirke 1926 och komponerade även en samling förspel där. I verket Norges melodier i bearbetning för kör och sång med piano eller för orgel, var Edvard Grieg huvudredaktör för band 1, medan Alnæs svarade för delarna 2-4 där han utförde både för urval och harmonisering. 

## Verk (urval)

### Symfonier
- Nr 1 c-moll, op. 27
- Nr 2 D-dur, op. 43

### Piano
- Sista resan, op. 17 nr 2

### Orgel
- 60 lätta melodiösa preludier, op. 33